# 鈴木尚

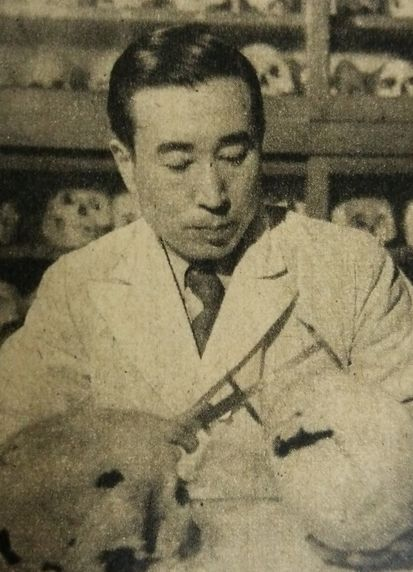
1955年

鈴木 尚（すずき ひさし、1912年（明治45年）3月24日 - 2004年（平成16年）10月1日）は、日本の人類学者。縄文時代から現代に至る日本人の形質を人類学や解剖学の面から研究し、それまで知られていなかった、歴史時代を通じての日本人の大きな形質変化を明らかにしたことで著名。東京大学教授、国立科学博物館人類研究部長、成城大学教授を歴任。東京大学名誉教授、医学博士。1998年紫綬褒章。

## 経歴と業績
埼玉県鳩ヶ谷町(現、川口市)に生まれる。東京高等学校を経て東京帝国大学医学部に入学。解剖学教室で古人骨を研究していた小金井良精（こがねいよしきよ、こがねいりょうせい）の教えを受けた。1951年（昭和26年）夏、東京大学の骨格標本室で時代・出所不明の頭骨群を発見し、それが室町時代に由来することを突き止めて以来、日本の各時代の骨格の発見と研究に精力を注ぐようになった。当時は日本の歴史時代を通じての古人骨研究はほとんど行なわれておらず、古代より現代までの間に日本人の形質がどう変化したかについては何もわかっていなかったと言ってよかった。
鈴木は、1955年（昭和30年）前後の数年間で、1333年の鎌倉幕府滅亡に至る戦闘の戦死者の遺骨を約2000体も発掘調査し、同じ頃に東京都内で室町時代や江戸時代の墓地跡から出土した遺骨を調査するなど資料収集に力を注ぎ、その結果、例えば頭型は鎌倉時代には長頭であったがしだいに短頭化したこと、鼻根（びこん。鼻筋を意味する）は歴史時代を通じて低かったが明治以降急速に高くなって現在も進行中であること、その他の時代による変化が明らかにされた。
また、中尊寺にあった奥州藤原氏のミイラの人類学的調査（1950年）や、徳川家代々の将軍の骨格の調査研究なども行ない（1958年）、その成果を書籍やテレビで一般にも公開するなど、世間の耳目を集める業績も多い。1961年（昭和36年）には東京大学の発掘調査団を率いてイスラエルのアムッド洞窟で、日本人としては初めてネアンデルタール人類（アムッド人）の全身骨格の発掘に成功した。
日本国内では、現生人類化石として三ヶ日人（浜松市浜名区三ヶ日町）、ネアンデルタール段階化石として牛川人（愛知県豊橋市牛川鉱山）と主張する化石を発見したが、両件ともにその後、前者は縄文時代初期、後者は獣骨（クマ）と判明し誤りだったことが明らかにされた。

## 日本人起源論について
1990年代以降、日本人の起源をめぐっては、マスコミも含め、鈴木の学問上の後継者とも言える埴原和郎の提唱した「二重構造説」が広く支持されている。これは日本列島の原住民であった縄文人が、大陸からの渡来人である渡来系弥生人から置換および混血という形で大きな影響を受け、その後の日本人の基盤が形成されたとするものである。しかし鈴木は、長谷部言人らの流れをくむとともに自らの長年の研究、特に縄文時代から弥生時代へと移行する時期の人骨の詳細な調査検討に基づき、縄文時代人が弥生文化の流入に伴う生活環境の変化のため、いわゆる小進化によって弥生時代人に変わったという「変形説」を主張した。

## 著作
- 『骨―日本人の祖先はよみがえる』学生社、1960年（改訂新版、1996）
- 『日本人の骨』岩波新書、1963年
- 『化石サルから日本人まで』岩波新書、1971年
- 『人体計測 マルチンによる計測法』人間と技術社　1973
- 『骨から見た日本人のルーツ』1983　岩波新書
- 『骨は語る 徳川将軍・大名家の人びと』東京大学出版会、1985
- 『鈴木尚骨格人類学論文集』鈴木尚先生傘寿記念会編　てらぺいあ　1992
- 『骨が語る日本史』学生社、1998年

### 共編
- 『増上寺徳川将軍墓とその遺品・遺体』矢島恭介、山辺知行共編、東京大学出版会、1967年